# Eleição municipal de Catanduva em 2012
A eleição municipal de Catanduva em 2012 aconteceu em 7 de outubro de 2012 para eleger um prefeito, um vice-prefeito e 13 vereadores no município de Catanduva, no Estado de São Paulo, no Brasil.
O prefeito eleito foi Geraldo Vinholi, do PSDB, com 58,39% dos votos válidos, sendo vitorioso logo no primeiro turno em disputa com dois adversários, Beth Sahão (PT) e De Fázio (PMN). O vice-prefeito eleito, na chapa de Vinholi, foi Carlos Roberto Tafuri (DEM).
O pleito em Catanduva foi parte das eleições municipais nas unidades federativas do Brasil. Cantanduva foi um dos 687 municípios vencidos pelo PSDB; no Brasil, há 5.570 cidades.
A disputa para as 13 vagas na Câmara Municipal de Catanduva envolveu a participação de 195 candidatos. O candidato mais bem votado foi Luis Pereira, que obteve 2.613 votos (4,27% dos votos válidos).

## Antecedentes
Na eleição municipal de 2008, Afonso Macchione Neto, do (PSDB), derrotou o candidato do (PDT) Geraldo Vinholi no primeiro turno, com 51,14% dos votos válidos, um total de 32.175 votos. Vinholi (PDT) ficou com 39,92% dos votos válidos. Em terceiro lugar ficou Beth Sahão (PT) com 6,68% dos votos.

## Eleitorado
Na eleição de 2012 em Catanduva, foram apurados 68.329 votos, sendo 60.995 (89,27%) votos válidos, 2.354 (3,45%) votos brancos e 4.980 (7,29%) foram nulos.

## Candidatos
Foram três candidatos à prefeitura em 2012: Geraldo Vinholi do PSDB, Beth Sahão do PT e De Fázio do PMN
| N.º | Candidato(a)    | Vice                          | Partido | Coligação                                                                                       |
| --- | --------------- | ----------------------------- | ------- | ----------------------------------------------------------------------------------------------- |
| 13  | Beth Sahão      | Sinval Malheiros Pinto Junior | PT      | "Catanduva em Primeiro Lugar" (PRB/PP/PDT/PT/PMDB/PR/PSDC/PRTB/PTC/PSB/PV/PSD/PC do B/ PT do B) |
| 33  | De Fázio        | Ezequiel Fernandes            | PMN     | partido isolado                                                                                 |
| 45  | Geraldo Vinholi | Carlos Roberto Tafuri         | PSDB    | " Inovar, avançar, humanizar" (PTB/PSC/PPS/DEM/PHS/PRP/PSDB)                                    |

## Campanha
Os eleitores de Catanduva, na época da eleição municipal de 2012, exigiam melhoria na saúde e na infraestrutura da cidade afirmando que a esta, com mais de mais de 112 mil moradores, tem como principais desafios: a saúde, o trânsito e a segurança. Com isso, o candidato eleito Geraldo Vinholi discursou sobre esses problemas em sua campanha eleitoral: “Catanduva está precisando de emprego, está na condição de fazer novos distritos industriais, gerar emprego e melhorar a qualidade de vida. Investir na saúde e no atendimento integrado de todos os postos de saúde com os hospitais e baixar os custos da cidade também”.

## Resultados

### Prefeito
No dia 7 de outubro, Geraldo Vinholi foi reeleito com 58,39% dos votos válidos.
| Candidato(a)           | Vice                        | 1º Turno 7 de outubro de 2012 | 1º Turno 7 de outubro de 2012 |
| Candidato(a)           | Vice                        | Votação                       | Votação                       |
|                        |                             | Total                         | Porcentagem                   |
| ---------------------- | --------------------------- | ----------------------------- | ----------------------------- |
| Geraldo Vinholi (PSDB) | Carlos Alberto Tafuri (DEM) | 35618                         | 58,39%                        |
| Beth Sahão (PT)        | Sinval Malheiros (PTN)      | 22775                         | 37,34%                        |
| De Fázio (PMN)         | Ezequiel Fernandes (PMN)    | 9.977                         | 5,32%                         |
| Total de votos válidos | Total de votos válidos      | 60995                         | 89,27%                        |
| Votos em branco        | Votos em branco             | 2354                          | 3,45%                         |
| Votos nulos            | Votos nulos                 | 4980                          | 4.980%                        |
| Abstenções             | Abstenções                  | 14.808                        | 17,81%                        |
| Votos apurados         | Votos apurados              | 68329                         | 100%                          |

### Vereador
Treze vereadores foram eleitos em Catanduva, sendo três do PT, dois do PV, dois do PMDB, dois do PTB, dois do PDT um do PSDB (sendo o mais votado) e um do DEM. Os resultados estão a seguir.